# Jürgen Deecke
Jürgen Deecke (28 de Abril de 1911 - 6 de Abril de 1940) foi um comandante de U-Boot que serviu na Kriegsmarine durante a Segunda Guerra Mundial.